# Камбаров, Рахмат
Рахмат Камбаров — советский хозяйственный, государственный и политический деятель, Герой Социалистического Труда.

## Биография
Родился в 1932 году. Член КПСС.
С 1947 года — на хозяйственной, общественной и политической работе. В 1947—1984 гг. — колхозник, табельщик колхоза им. Ворошилова Карасуйского района, председатель рабочкома совхоза «Карасу», секретарь парткома, директор совхоза имени XXI партсъезда Калининского района, первый секретарь Қалининского райкома КП Узбекистана.
Указом Президиума Верховного Совета СССР от 26 февраля 1981 года присвоено звание Героя Социалистического Труда с вручением ордена Ленина и золотой медали «Серп и Молот».
Избирался депутатом Верховного Совета Узбекской ССР 10-го созыва.
Умер после 1984 года.